# Réserve naturelle régionale des landes, prairies et étangs de Plounérin
La réserve naturelle régionale des landes, prairies et étangs de Plounérin (RNR312) est une réserve naturelle régionale située en Bretagne. Classée en 2016, elle occupe une surface de 160,72 hectares.

## Localisation

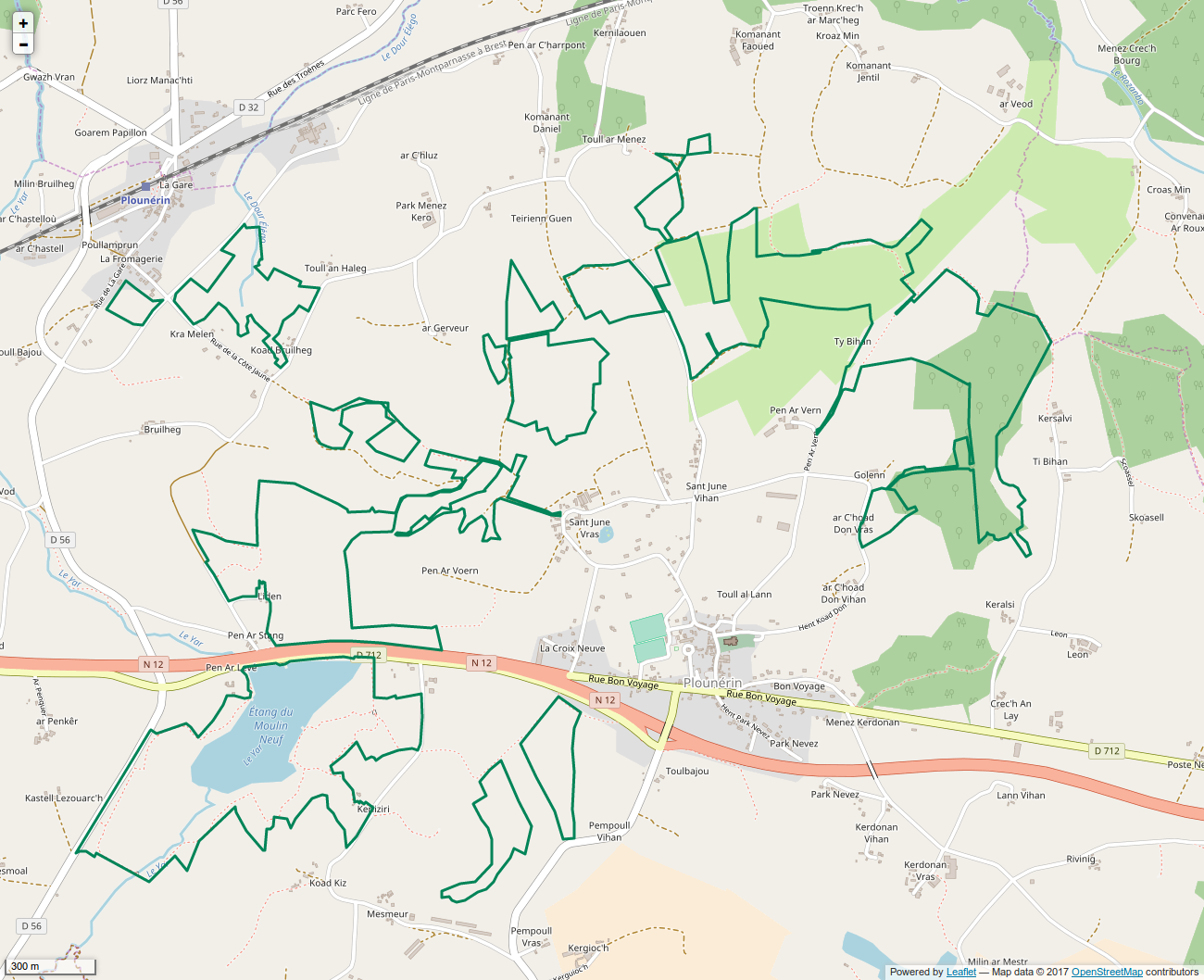
Périmètre de la réserve naturelle.

Le territoire de la réserve naturelle est dans le département des Côtes-d'Armor, sur la commune de Plounérin.

## Administration, plan de gestion, règlement

### Outils et statut juridique
La réserve naturelle a été créée par une délibération du Conseil régional du 24 mars 2016.